# Разбегин, Виктор Николаевич
Разбегин Виктор Николаевич (род. 7 июня 1960 года, Смоленская область) — советский и российский учёный в области механики грунтов и строительной механики.

## Биография
В 1973—1975 годах обучался в ФМШ-18 — школе А. Н. Колмогорова (СУНЦ МГУ). В 1975 году поступил на механико-математический факультет МГУ, который окончил в 1980 году. Дипломную работу выполнил под руководством М. С. Красса в Институте механики МГУ, сотрудник Института (1979). Специалист в области мерзлотоведения.
С 1980 года работал в НИИОСП им. Н. М. Герсеванова (ныне НИЦ «Строительство»).
1 сентября 1992 года для проведения оперативной научно-организационной работы по проблеме «Межконтинентальная железная дорога и туннель под Беринговым проливом» в Российском отделении консорциума международного консорциума «Трансконтиненталь» (Международная железная дорога и тоннель через Берингов пролив IBSTRG) был создан Научно-технический экспертно-консультативный совет под председательством Мельникова П. И., Разбегин В. Н. был назначен директором Российского отделения консорциума.
В. Н. Разбегин:
член Объединенного ученого совета ОАО «РЖД».
главный редактор журнала «Основания, фундаменты и механика грунтов».
директор Межведомственного центра интегрированных регионально-транспортных проектов Государственного научно-исследовательского учреждения «Совет по изучению производительных сил» (МЦИРТП СОПСа) при Минэкономразвития, зампредседателя Совета, член-корреспондент Международной Академии регионального развития и сотрудничества, член-корреспондент Российской инженерной академии
В 2014 году — и. о. председателя СОПС.

## Награды
медаль Н. М. Герсеванова (2011) Российского общества по механике грунтов, геотехнике и фундаментостроению (РОМГГиФ)

## Фото
- фото